# Hermandad de la Sagrada Mortaja (Sevilla)
La Hermandad de la Sagrada Mortaja es una cofradía católica de Sevilla, Andalucía, España. Tiene su sede en la iglesia del antiguo Convento de Nuestra Señora de la Paz.
Su nombre completo es Antigua, Real e Ilustre Hermandad de Nazarenos de Nuestro Padre Jesús Descendido de la Cruz en el Misterio de su Sagrada Mortaja y María Santísima de la Piedad.

## Historia

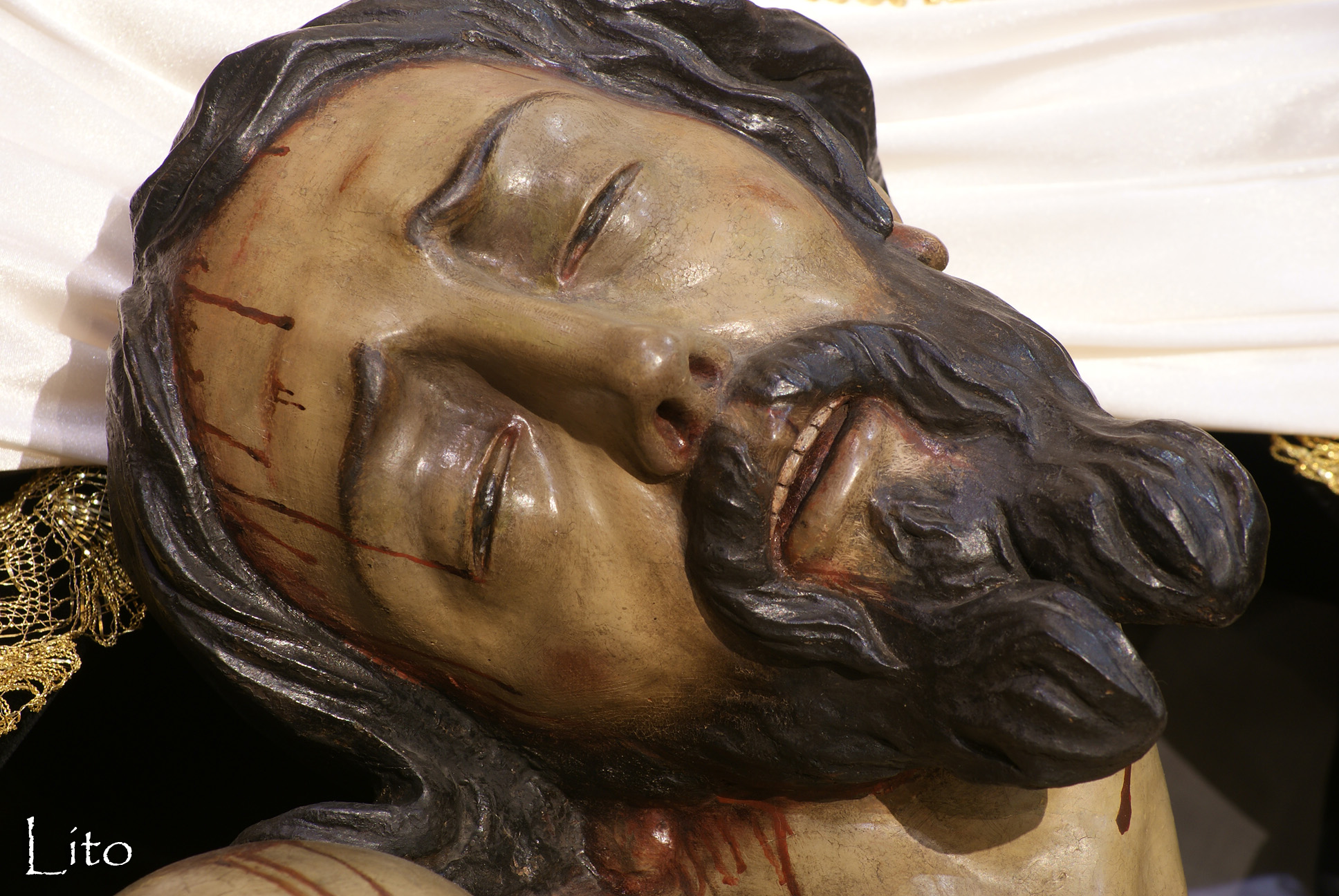
Nuestro Padre Jesús Descendido de la Cruz

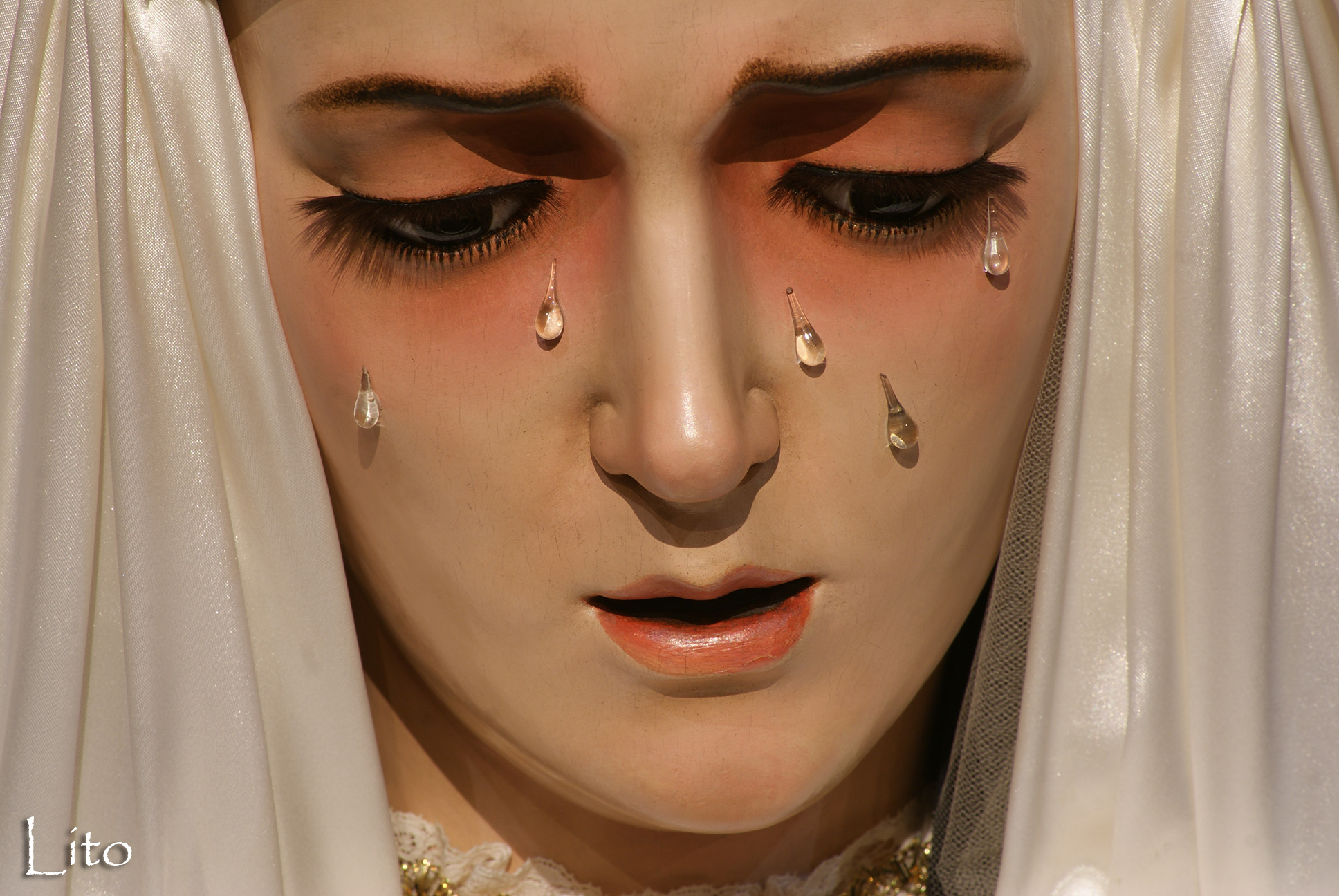
María Santísima de la Piedad

Los orígenes de la Hermandad son todavía algo confusos, aunque investigaciones recientes mencionan la existencia de un hospital llamado de la Piedad situado a comienzos del XVI en la collación de San Lorenzo y propiedad del gremio de corredores de bestias; paralela a esta teoría pervive desde tiempos antiguos la leyenda o tradición del milagroso hallazgo en un hueco de la torre de la Iglesia de Santa Marina de una pequeña imagen de barro cocido de la Virgen, con el cuerpo de su divino hijo en sus brazos, que dio origen a la devoción de la Piedad entre los moradores de aquel lugar, haciendo que estos devotos se agruparan en hermandad de luz (de la que se conocen datos de 1518, merced a escritos como los del abad Gordillo) para rendirle el culto adecuado y propagar su devoción. En el siglo XVI pertenecieron miembros del gremio de los escribanos y oficiales de los juzgados y tribunales.
Sus primeras Reglas como hermandad de penitencia datan de 1592, habiendo constancia de su estación de penitencia en la tarde del Viernes Santo de 1621.
En 1676, adquiere de la fábrica de Santa Marina, la propiedad de la capilla y demás dependencias que venía ocupando la Hermandad, otorgándose la oportuna escritura el 23 de septiembre del citado año de 1676. Dónde residió la Hermandad hasta el incendio y destrucción de la Iglesia de Santa Marina el 18 de julio de 1936.
Hacia 1685 adquiere una época de gran esplendor con el ingreso de los escribanos y alguaciles, decayendo después y volviendo nuevamente a reponerse con la entrada en la Hermandad de los componentes del gremio del arte de torcedores de la seda (o sederos), que la enriquecieron con alhajas y propiedades desaparecidas posteriormente.
Por acuerdo del 25 de marzo de 1792, se redactan nuevas reglas, ya que las anteriores habían sido retiradas cinco años antes en cumplimiento de una Real Orden del Rey Carlos III, con el riesgo de que no procurando su aprobación por el Real Consejo de Castilla, estaba expuesta la Hermandad a su extinción, con la consiguiente recogida de enseres, alhajas, propiedades, etc. El 10 de enero de 1793, son aprobadas por dicho Consejo de Castilla, con la prevención de que en lo sucesivo se cambie el título de Sagrada Mortaja de Nuestro Redentor Jesucristo, con el que se conocía, por el de "Nuestro Padre Jesús Descendido de la Cruz y Nuestra Señora de la Piedad", consta de diez capítulos o constituciones, y en ellas, además de los actos de culto contenidos en las anteriores, se establece el orden con que ha de efectuar la estación de penitencia en la tarde del Viernes Santo y que se mantiene en nuestros días con solo ligeras modificaciones.
En 1936, tras el incendio de la Iglesia de Santa Marina, se traslada a la iglesia (cerrada al culto hasta entonces) del extinguido Convento de Nuestra Señora de la Paz, realizando obras de adaptación y acondicionamiento de la iglesia y dependencias, en el año 1950 se realizaron obras de pavimentación revoque y pintura, consolidación de muros y decoración de toda la iglesia y sacristía. Por decreto del vicario general del Arzobispado, de fecha 4 de noviembre de 1966, se accede a la permuta solicitada por la Hermandad de la capilla y dependencias que la misma tiene en propiedad en la Iglesia de Santa Marina, por la posesión en propiedad de la iglesia y dependencias del ex convento de Santa María de la Paz, otorgándose la correspondiente escritura del cardenal Bueno Monreal el 14 de diciembre de 1967.

## Jesús Descendido de la Cruz
Representa el momento en que Jesús muerto en el regazo de su Madre, es amortajado por las Tres Marías, que portan el sudario, presenciando la escena San Juan y los Santos Varones, José de Arimatea y Nicodemo (Jn 19,38-40; Lc 23,50-56; Mc 15,42-47; Mt 27, 57-61). La imagen de Jesús fue tallada en 1677 por Cristóbal Pérez, y fue restaurada en 1999 por Juan Manuel Miñarro. La Virgen está atribuida a La Roldana y lleva una diadema realizada en 1939 por Landa. El resto de figuras parecen coetáneas, pero son de autor desconocido.
La cofradía solo posee un paso, donde procesiona el citado misterio. Tiene cuatro ángeles en sus esquinas atribuidos también a la Roldana, así como una serie de cartelas con ilustraciones. Es de estilo barroco, dorado, iluminado por candelabros de guardabrisas y data de 1710. Fue restaurado en 1981 por Manuel Calvo. La Virgen de la Piedad luce diadema en plata dorada realizada en 1939 por Emilio Landa, y manto bordado en los talleres de Esperanza Elena Caro en 1979, según el diseño del anterior de Juan Manuel Rodríguez Ojeda, quien realizó los bordados de los vestidos del resto de las imágenes del misterio en 1906. Los faldones son de terciopelo negro, con escudo, del siglo XIX.
Es la única hermandad que mantiene la figura del muñidor que antecede a la cruz de enagüillas. El cortejo lleva 18 ciriales debido a la relación estrecha de la hermandad con el Colegio de Notarios de Sevilla, compuesto siglos atrás por 18 miembros. Los ciriales no representan, como se cree, a las personas que acompañaron a Jesús en su entierro, dado que habría que contar a Judas, que ya se había suicidado. Además, el resto de los discípulos, salvo Juan, no aparecen más en la Pasión a partir de la detención del Señor y de las negaciones de Pedro. El paso no lleva manigueteros, siendo escoltado por dos hermanos vestidos de librea.

## Túnicas
Moradas, con antifaz y capa de color negro y cíngulos amarillo.

## Paso por la carrera oficial
| Predecesor: Montserrat | Orden de entrada en carrera oficial (Viernes Santo) 7º lugar | Sucesor: El Sol (Sábado Santo) |